# Софія Маргарита Еттінген-Еттінгенська
Софія Маргарита Еттінген-Еттінгенська (нім. Sophie Margarete zu Oettingen-Oettingen, 19 грудня 1634 — 5 серпня 1664) — представниця німецької знаті XVII століття з династії Еттінгенів, донька графа Йоакіма Ернеста Еттінген-Еттінгенського та Анни Сибілли цу Сольм-Зонненвальде, дружина маркграфа Бранденбург-Ансбаського Альбрехта II.

## Життєпис
Софія Маргарита народилась 19 грудня 1634 року в Ульмі. Вона була первістком в родині графа цу Еттінген-Еттінген Йоакіма Ернеста та його першої дружини Анни Сибілли Солм-Зонненвальде. Її мати померла, коли дочці ще не було року, при наступних пологах. Батько за три роки одружився з Анною Доротеєю Гогенлое-Нойнштайн, із якою згодом мав четверо дітей. Після її смерті у 1643 році — ще через три роки одружився з Анною Софією Зульцбаською, що народила ще вісьмох нащадків.
У 16 років Софія Маргарита стала дружиною 31-річного маркграфа Бранденбург-Ансбаського Альбрехта II. Маркграф був удівцем і мав п'ятирічну доньку доньку від першого шлюбу. Весілля відбулося 15 жовтня 1651 року в Еттінгені. За рік народилася їхня перша спільна дитина. Всього у подружжя було п'ятеро дітей.
За десять місяців після народження молодшої доньки маркграфиня померла. Їй було 29 років. Похована у церкві святого Йоганнеса в Ансбаху.

## Родина
Чоловік — Альбрехт II, маркграф Бранденбург-Ансбаський
Діти:
- Луїза Софія (1652—1668) — померла у 15 років;
- Йоганн Фрідріх (1654—1686) — наступний маркграф Бранденбург-Ансбахський, був одружений із Йоганною Єлизаветою Баден-Дурлаською, а згодом — із Елеонорою Саксен-Айзенаською, мав восьмеро дітей від двох шлюбів;
- Альбрехт Ернст (1659—1674) — помер у 15 років;
- Доротея Шарлотта (1661—1705) —  дружина ландграфа Гессен-Дармштадтського Ернста Людвіга, мала п'ятеро дітей;
- Елеонора Юліана (1663—1724) — була пошлюблена із герцогом Вюртемберг-Вінненталь Фрідріхом Карлом, мала семеро дітей.